# Ibrahim Lodi
Ibrahim Lodi († 20. April 1526) war der letzte Herrscher des Sultanats von Delhi. Er gehörte der paschtunisch-stämmigen Lodi-Dynastie an und regierte von 1517 bis 1526.

## Biographie

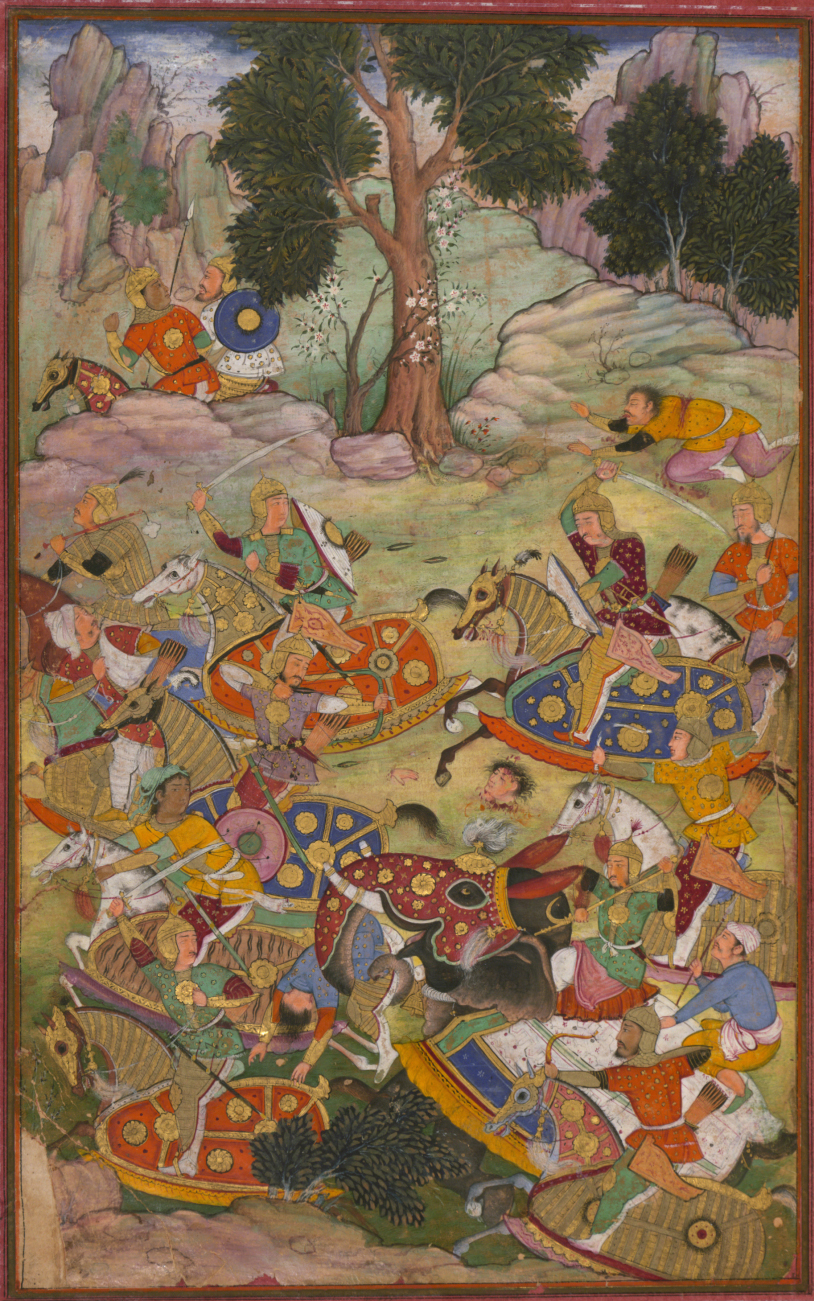
Erste Schlacht bei Panipat (1526)

Ibrahim folgte seinem Vater Sikandar Lodi (reg. 1489–1517) auf den Thron. Er musste zahlreiche Aufstände der benachbarten Rajputen niederschlagen, die sogar bis kurz vor Agra, der zweiten Hauptstadt des Lodi-Sultanats vordrangen. Er zog sich die Missgunst der Oberschicht zu, indem er fast alle älteren Militärs und Beamten durch jüngere – ihm treu ergebene – ersetzen ließ. Infolge der inneren Unruhen und auch auf Betreiben der Oberschicht fiel der afghanische Fürst Babur im Sultanat Delhi ein. Ibrahim Lodi fiel in der Schlacht von Panipat am 20. April 1526.

## Nachwirkungen
Das Sultanat von Delhi wurde Teil des Mogulreichs. Ibrahim Lodi wurde in einem einfachen, nicht überdachten Grab in Panipat beigesetzt, welches von den Briten im Jahr 1867 durchgreifend restauriert (und wohl auch umgestaltet) wurde. 